# Parc de la Vila
Parc de la Vila är en park i Spanien.   Den ligger i provinsen Província de Barcelona och regionen Katalonien, i den östra delen av landet, 500 km öster om huvudstaden Madrid. Parc de la Vila ligger 177 meter över havet.
Terrängen runt Parc de la Vila är kuperad norrut, men söderut är den platt.Runt Parc de la Vila är det tätbefolkat, med 613 invånare per kvadratkilometer. Närmaste större samhälle är Terrassa, 12,3 km öster om Parc de la Vila. 